# 発煙機2型
発煙機2型（はつえんきにがた）は、陸上自衛隊の装備。モービルオイルのような油を過熱気化、直後に冷やすことで煙幕を構成する。主に普通科連隊、施設群、化学防護隊に配備されている。後継装備の発煙機3型とは異なり自走は出来ないが、トラックなどに搭載して移動させる。

## 諸元
- 乾燥重量：約75kg
- 燃料消費：12L/h（ガソリン）

## 特徴
煙幕を構成する以外に霜害防止にも効果があり、民生協力などでも活躍する。
大きさはエンジンコンプレッサーほど。

## 製作
- 三井精機工業
- 栃木富士産業